# Stor vattenmätare
Stor vattenmätare (Hydrometra stagnorum) är en insektsart som först beskrevs av Carl von Linné 1758.  Stor vattenmätare ingår i släktet Hydrometra och familjen vattenmätare. Arten är reproducerande i Sverige. Inga underarter finns listade i Catalogue of Life.

## Bildgalleri

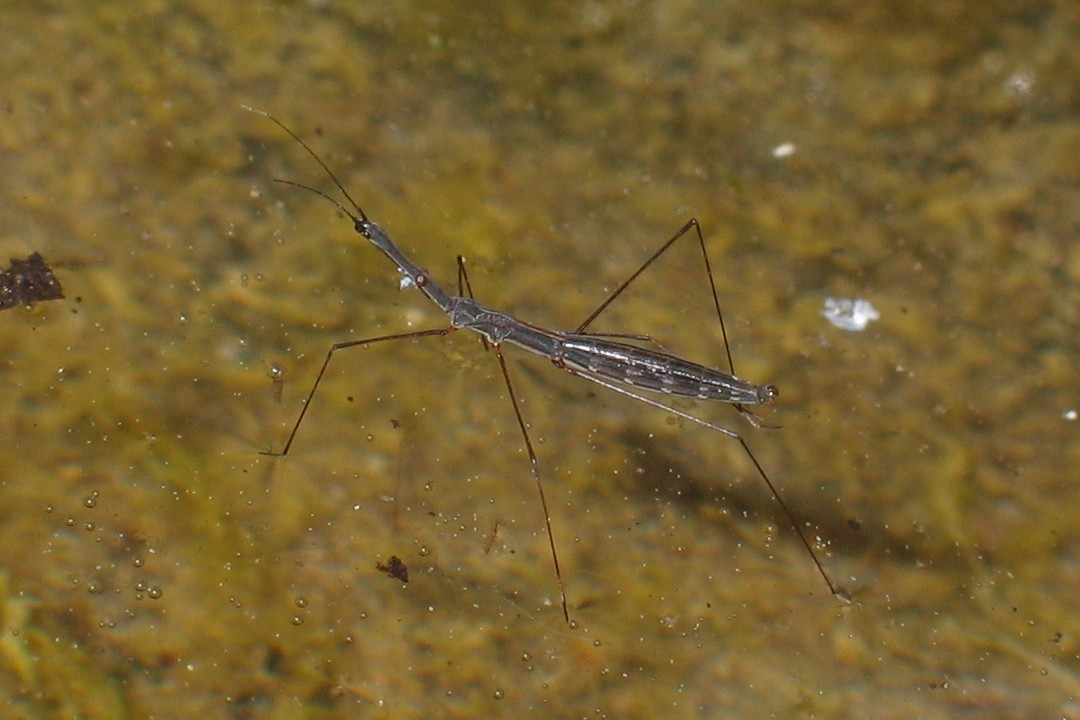
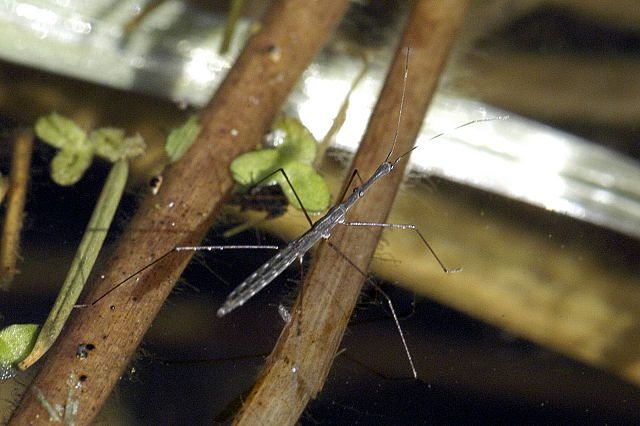
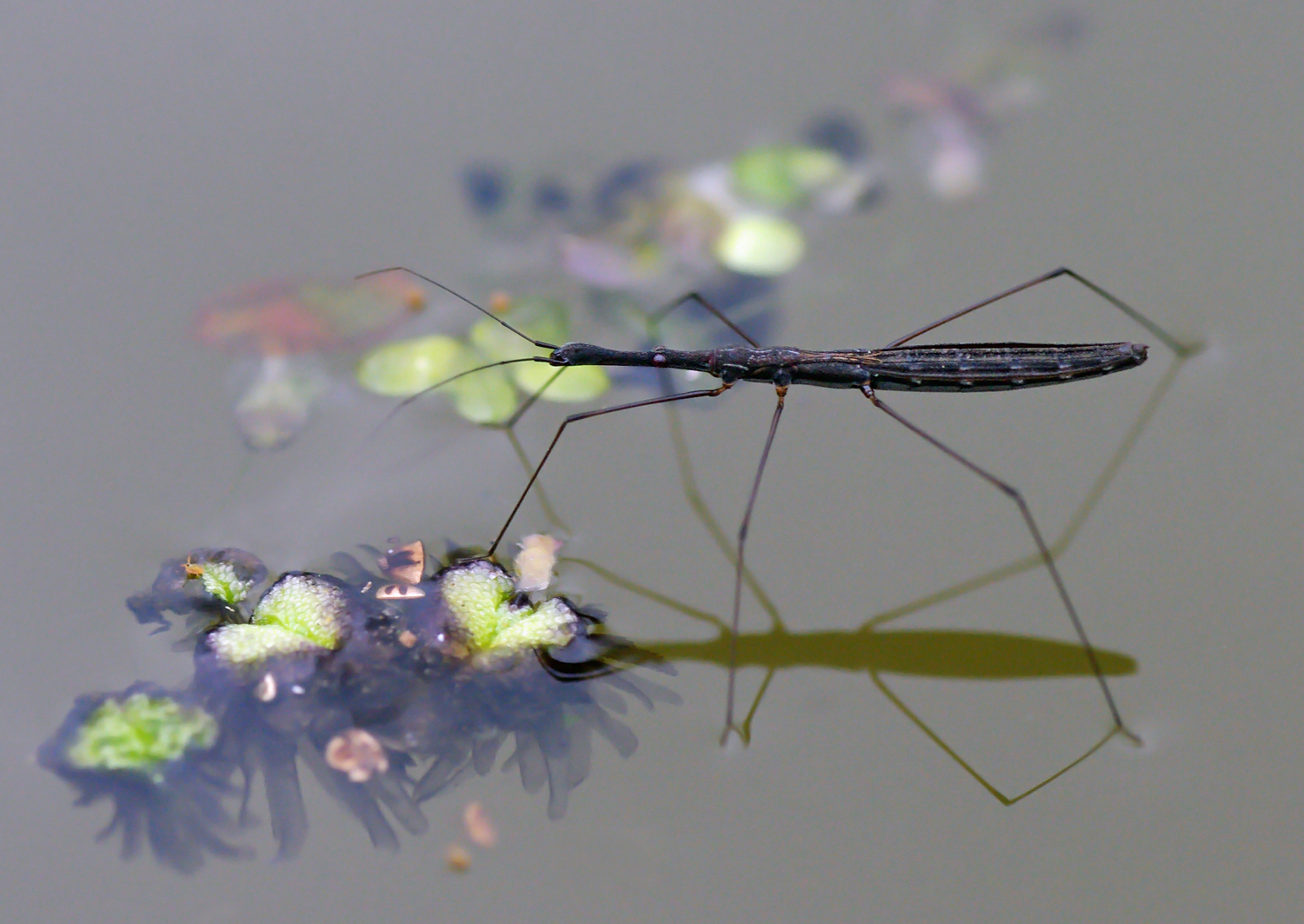